# Suspended Animation (John Petrucci)
Suspended Animation è il primo album in studio del chitarrista statunitense John Petrucci, pubblicato il 1º marzo 2005 dalla Sound Mind Music.

## Descrizione
Pubblicato nel 2005, si tratta di un album totalmente strumentale, caratterizzato da molti assoli e da varie parti ritmiche. Alcune pubblicazioni presentano la traccia Curve spezzata in due parti, con la maggior parte del brano contenuta nella traccia 6 e la parte restante nella traccia 7. In queste edizioni, Lost Without You e Animate-Inanimate sono rispettivamente la traccia otto e nove.

## Tracce
Musiche di John Petrucci.
1. Jaws of Life – 7:29
2. Glasgow Kiss – 7:48
3. Tunnel Vision – 6:35
4. Wishful Thinking – 7:29
5. Damage Control – 9:15
6. Curve – 6:23
7. Lost Without You – 4:56
8. Animate-Inanimate – 11:37

## Formazione
Musicisti
- John Petrucci – chitarra
- Dave LaRue – basso (eccetto traccia 3)
- Dave DiCenso – batteria (eccetto traccia 3)
- Tim LeFebvre – basso (traccia 3)
- Tony Verderosa – batteria acustica ed elettronica (traccia 3)

Produzione
- John Petrucci – produzione
- Doug Oberkircher – registrazione
- Steve Hardy – registrazione batteria (traccia 3)
- Kevin Shirley – missaggio
- Tony Verderosa – remissaggio (traccia 3)
- Howie Weinberg – mastering